# 이집트 항공 804편 추락 사고
이집트 항공 804편(EgyptAir Flight 804)은 이집트 항공 소속 에어버스 A320 여객기로, 2016년 5월 19일 파리의 샤를 드 골 국제공항을 출발해 카이로 국제공항으로 향하던 도중 지중해 상공에서 실종되었다. 해당 항공기는 이미 레이더에서 사라진 상태였으며, 승객 56명과 승무원 10명 등 총합 66명이 탑승하였다.
2016년 5월 20일 해당 기체의 잔해와 유류물로 추정되는 물체 다수가 발견되었으며, 이 사고로 66명 승객 전원이 사망하였다.

## 국적별 탑승자
국적별로 이집트인이 30명 탑승한 것을 필두로 하여 프랑스인 15명, 이라크인 2명, 그 외의 나머지는 각각 1명씩 탑승한 것으로 나와 있다.

## 기체 정보
해당 항공기는 에어버스 A320-233으로, 등록 번호는 SU-GCC이며, 제작 번호 역시 2088로, 2003년에 도입되었다.

## 사고 후
승객의 가족한테서 문의 전화가 빗발치는 것을 방지하기 위해, 이집트 항공은 트위터에 프리콜 전화번호를 게시했다.

### 수색
이집트 항공 사고 조사위원회는 구조대를 보내 수색을 시작했다.
그리스는 C-130와 엠브라에르 R-99로 하늘에서 수색 작업을 전개했다.

## 같이 보기
- 스위스 항공 111편 추락 사고